# Judith Pietersen
Judith Pietersen (* 3. Juli 1989 in Eibergen) ist eine niederländische Volleyball-Nationalspielerin.

## Karriere
Pietersen wurde 2005 Dritte der Jugendolympiade. Von 2005 bis 2008 spielte sie bei Longa 59 Lichtenvoorde. Dort zog sie sich im März 2008 einen Kreuzbandriss zu, der sie zu einer monatelangen Pause zwang. 2009 gewann sie mit ihrem neuen Verein Martinus Amstelveen das nationale Double aus Meisterschaft und Pokal. Ein Jahr später konnte der nach einer Fusion in TVC Amstelveen umbenannte Verein diesen Erfolg wiederholen. Pietersen wurde dabei im Februar 2010 vom Mittelblock auf die Position der Diagonalangreiferin versetzt. Von 2011 bis 2013 spielte die niederländische Nationalspielerin beim deutschen Bundesligisten Dresdner SC. Danach wechselte Pietersen nach Polen zu Trefl Sopot.